# Itsik Manger
Itzik Manger, איציק מאנגער en yiddish), est un poète juif de langue yiddish, né en 1901 à Czernowitz en Bucovine, en Autriche-Hongrie, et mort à Guedera en Israël en 1969.

## Biographie
Né d'un père maître tailleur et d'une mère chanteuse et conteuse, son frère également poète, le jeune Itsik est influencé dès son enfance par le théâtre yiddish (Abraham Goldfaden), par le folklore, les chanteurs ambulants (brodersinger), les Tziganes et par la poésie allemande. Exclu de l'école pour une attitude jugée inacceptable, il devient apprenti tailleur.
Dès 1921, il publie dans des revues yiddish. Il déménage à Bucarest, puis part pour Varsovie en 1927 où, en 1929, il édite sa propre revue et publie son premier recueil. Il vit en Pologne jusqu'en 1938, à la suite de quoi il s'installe à Paris jusqu'en 1940, puis à Londres de 1940 à 1951, New York de 1951 à 1958, pour enfin s'établir en Israël. 
Sa poésie est fortement marquée par le folklore ainsi que par le thème du vagabondage. Il mêle également plusieurs genres littéraires, à la fois réalistes et romantiques, archaïques et modernes. Dans son Khumesh Lider (Chants du Pentateuque), il décrit les Patriarches comme des Juifs d'Europe de l'Est tels qu'ils vivent dans leur shtetl. Abraham est présenté comme le pieux Reb Avrom qui s'adresse à sa femme Sarah en utilisant des expressions typiquement yiddish.

## Œuvre partielle
- Étoiles sur le toit (Bucarest, 1929)
- Chants du Pentateuque (Varsovie, 1935)
- Chants du Rouleau d'Esther (Varsovie, 1936)
- La Magnifique Description de Samuel Aba Obervo, Après (Varsovie, 1939)
- Nuages sur le toit (Londres, 1942)
- Le compagnon Note Manguer chante (Londres, 1948)
- Midrach Itsik (Paris, 1950)
- Chants, ballades et récits en yiddish et en hébreu (Tel-Aviv, 1952)

Anthologie en français
- Anthologie de la poésie yiddish. Le miroir d'un peuple - poésie/Gallimard, éditions Gallimard, 2000  (ISBN 978-2070415595)